# Indywidualne Mistrzostwa Wielkiej Brytanii na Żużlu 1971
Indywidualne mistrzostwa Wielkiej Brytanii na żużlu – cykl turniejów żużlowych mających wyłonić najlepszych żużlowców brytyjskich w 1971 roku. Tytuł wywalczył Ivan Mauger z Belle Vue Aces. 

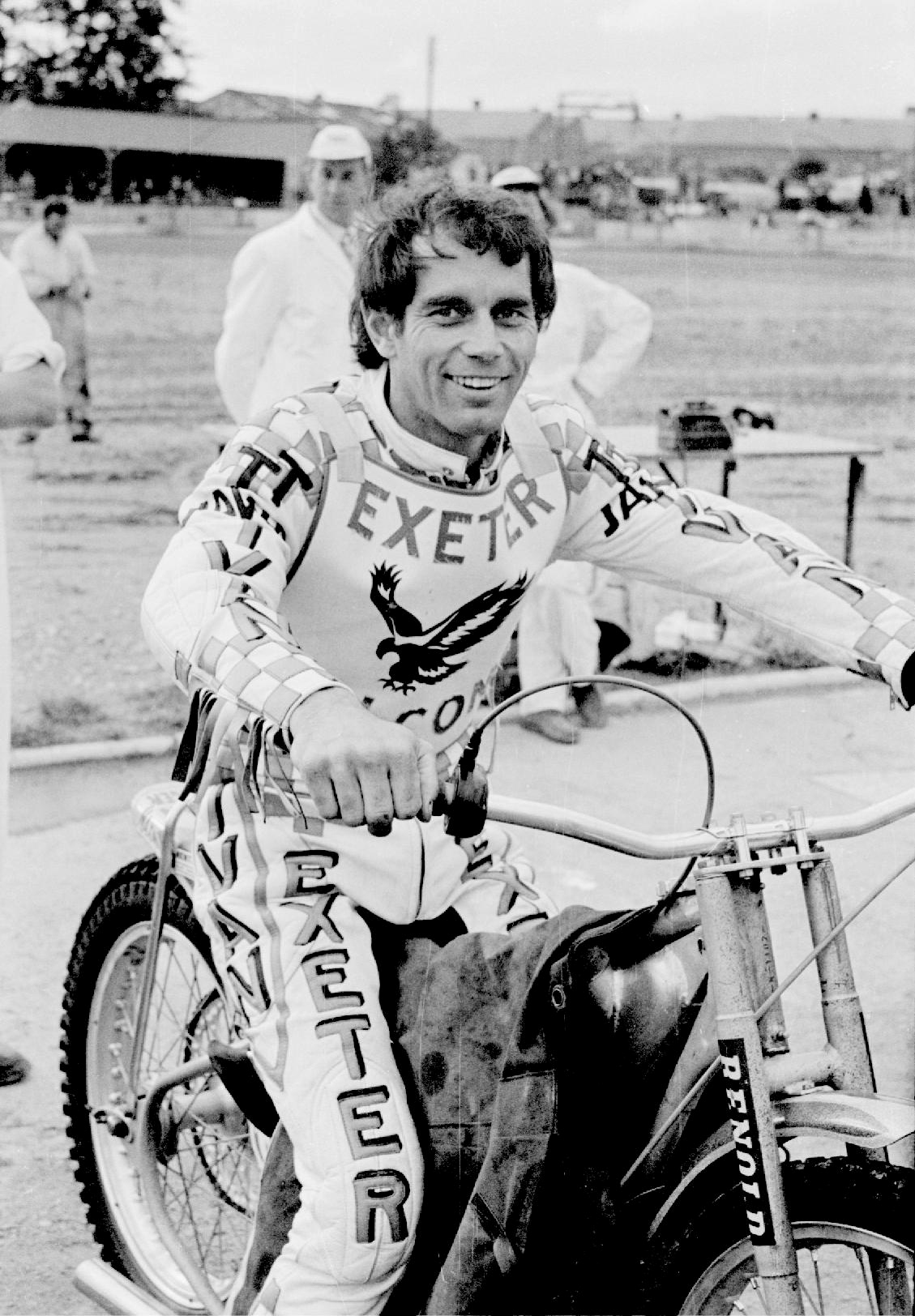
Ivan Mauger - mistrz Wielkiej Brytanii 1971

## Wyniki

### Półfinał pierwszy
- 18 maja 1971 r. (wtorek),  Londyn - West Ham

| Msc. | Zawodnik       | Klub                   | Pkt |  |  |
| ---- | -------------- | ---------------------- | --- |  |  |
| 1    | Ronnie Moore   | Wimbledon Dons         | 15  |  |  |
| 2    | John Boulger   | Leicester Lions        | 13  |  |  |
| 3    | Barry Briggs   | Swindon Robins         | 12  |  |  |
| 4    | Bob Kilby      | Exeter Falcons         | 10  |  |  |
| 5    | Arnold Haley   |                        | 9   |  |  |
| 6    | Martin Ashby   | Swindon Robins         | 9   |  |  |
| 7    | Geoff Curtis   |                        | 8   |  |  |
| 8    | Jim Airey      | Sheffield Tigers       | 7   |  |  |
| 9    | Tommy Roper    |                        | 7   |  |  |
| 10   | Bruce Cribb    | Exeter Falcons         | 6   |  |  |
| 11   | Roy Trigg      | Cradley Heath Heathens | 5   |  |  |
| 12   | Ken McKinlay   | Oxford Cheetahs        | 3   |  |  |
| 13   | George Hunter  |                        | 2   |  |  |
| 14   | Colin Goody    |                        | 2   |  |  |
| 15   | Ian Turner     |                        | 1   |  |  |
| 16   | Stan Stevens   |                        | 0   |  |  |
|      | rez. Alan Sage |                        | 0   |  |  |

Awans: 8 do finału

### Półfinał drugi
- 20 maja 1971 r. (czwartek),  Sheffield

| Msc. | Zawodnik          | Klub                   | Pkt |  |  |
| ---- | ----------------- | ---------------------- | --- |  |  |
| 1    | Ivan Mauger       | Belle Vue Aces         | 14  |  |  |
| 2    | Ray Wilson        | Leicester Lions        | 14  |  |  |
| 3    | Nigel Boocock     | Coventry Bees          | 13  |  |  |
| 4    | Eric Boocock      | Halifax Dukes          | 13  |  |  |
| 5    | Howard Cole       |                        | 10  |  |  |
| 6    | Bert Harkins      |                        | 9   |  |  |
| 7    | Tony Lomas        |                        | 9   |  |  |
| 8    | Dave Younghusband |                        | 8   |  |  |
| 9    | Bob Andrews       | Cradley Heath Heathens | 8   |  |  |
| 10   | Malcolm Simmons   | King’s Lynn Stars      | 7   |  |  |
| 11   | Terry Betts       | King’s Lynn Stars      | 4   |  |  |
| 12   | Norman Storer     |                        | 4   |  |  |
| 13   | Sandor Levai      |                        | 3   |  |  |
| 14   | Alan Cowland      |                        | 2   |  |  |
| 15   | Charlie Monk      |                        | 1   |  |  |
| 16   | Tony Clarke       |                        | 1   |  |  |
|      | rez. Trueman      |                        | 0   |  |  |

Awans: 8+1 do finału

### Finał
- 16 czerwca 1971 r. (środa),  Coventry

| Msc. | Zawodnik             | Klub                   | Pkt |             |  |
| ---- | -------------------- | ---------------------- | --- | ----------- |  |
| 1    | Ivan Mauger          | Belle Vue Aces         | 14  | (3,3,3,3,2) |  |
| 2    | Barry Briggs         | Swindon Robins         | 13  | (3,2,2,3,3) |  |
| 3    | Tony Lomas           |                        | 12  | (0,3,3,3,3) |  |
| 4    | Bert Harkins         |                        | 9   | (2,2,2,3,0) |  |
| 5    | Ray Wilson           | Leicester Lions        | 8   | (3,1,3,1,0) |  |
| 6    | Martin Ashby         | Swindon Robins         | 8   | (2,2,1,1,2) |  |
| 7    | Ronnie Moore         | Wimbledon Dons         | 7   | (1,0,3,2,1) |  |
| 8    | Dave Younghusband    |                        | 7   | (0,3,1,2,1) |  |
| 9    | Bob Kilby            | Exeter Falcons         | 7   | (2,2,1,1,1) |  |
| 10   | Eric Boocock         | Halifax Dukes          | 6   | 0,3,0,t,3)  |  |
| 11   | Jim Airey            | Sheffield Tigers       | 6   | (3,1,0,2,0) |  |
| 12   | Nigel Boocock        | Coventry Bees          | 6   | (1,0,2,0,3) |  |
| 13   | Howard Cole          |                        | 6   | (0,1,2,2,1) |  |
| 14   | Geoff Curtis         |                        | 6   | (2,1,0,1,2) |  |
| 15   | John Boulger         | Leicester Lions        | 4   | (1,0,1,0,2) |  |
| 16   | Arnold Haley         |                        | 1   | (1,0,0,0,0) |  |
|      | rez. Bill Andrew     | Cradley Heath Heathens | 0   | (0)         |  |
|      | rez. Garry Middleton |                        | ns  |             |  |